# SURCAL 5
SURCAL 5 (ang. Surveillance Calibration 5) – amerykański wojskowy sztuczny satelita; używany jako cel do kalibracji systemu Naval Space Surveillance (NavSpaSur). Wraz z nim wyniesiono, m.in. satelity Dodecapole 2 i Transit O-5.
Satelita pracował ponad 7 lat.

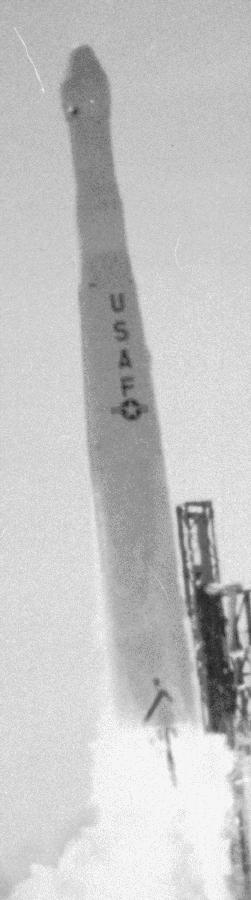
Start rakiety Thor Able Star z satelitą SURCAL 5, 13 sierpnia 1965

Satelita posiadał ogniwa słoneczne i akumulatory.
Statek pozostaje na orbicie okołoziemskiej, której trwałość szacuje się na 1000 lat.